# ラ・セーヌの星
『ラ・セーヌの星』（ラ・セーヌのほし）は、1975年4月4日から同年12月26日までフジテレビ系列で放送されたテレビアニメ。制作はフジテレビ/ユニマックス/創映社（現・サンライズ）。全39話。

## 概要
1789年に勃発したフランス革命の頃のパリを舞台とし、美少女剣士の活躍を描く。主人公はシテ島で花屋の娘として育った美しい少女シモーヌで、変装して「ラ・セーヌの星」を名乗り戦う。シモーヌはオーストリア女帝マリア・テレジアの夫フランツ1世とオペラ座の歌姫を両親に持ち、ルイ16世の王妃マリー・アントワネットの異母妹であるという設定である。
放送と同時にアニメを元にした漫画が小学館の学年別学習雑誌に連載された。
連載はすずき真弓、藤原栄子らによるもので、学年別に作者が違った。単行本は唯一、森村あすか版がKKベストブック社より刊行された。この森村版の復刻版コミックが2013年から2014年にかけて復刊ドットコムより上下巻で発売される。
当時ポピー社の着せ替え人形、セイカの学習ノートなどキャラクター商品も発売された。
もともとは当時連載中だった人気漫画『ベルサイユのばら』のアニメ化企画だったがオリジナル企画になり、『ベルサイユのばら』に加えて、手塚治虫の『リボンの騎士』の要素の入った作品となった。金子満が設立したエムケイの初作品である。
基本的に全てフィクションであるが、モーツァルトやモンゴルフィエ兄弟、オルレアン公とその私邸パレ・ロワイヤル、ナポレオンなど実在の人物・建物が登場すること、革命前夜から「バスティーユ牢獄（以下、作中の表現に従いバスチーユと表記）の襲撃」「国王・王妃の処刑」に至るまでの情勢の流れや、数々の史実・歴史的事件を物語の基盤としており、放送当時話題を呼んだ。「ラ・セーヌ」は“La Seine”でセーヌ川のことである。

## 作品の特徴
同じくフランス革命をテーマにした『ベルサイユのばら』が、どちらかと言えば貴族の側から見た革命を中心に描いたのに対し、本作品では主に民衆の側から描かれ、終盤で王妃側に視点が転換されて両者の生活事情・心情が深く詳細にわたり描写されている。
シモーヌの幼馴染ミランは貴族を憎み、階級差別のない世の中を作ろうと反乱を起こそうとして囚われる。彼はシモーヌとロベールの助けを受け一度はアメリカに渡るが、帰国後に革命の主導者となり、ラストシーンではさらなる激化・暗い時代の到来を予言する。弾圧を受ける民衆、立ち上がる革命家たちの象徴的存在だった。
全体的に荒唐無稽なフィクションでありながら、歴史への考察は深い。前・中盤では典型的な勧善懲悪の時代劇ドラマに限りなく近い手法で革命前夜のフランスにおける国王の絶対的権力や、貴族と平民、宗教と科学、“保守派や官憲”（ザラールに代表される愚直なまでに王政への忠誠を尽くした警察隊ら）と“新しいものや自由を求め挑戦する若者たち”（科学者・芸術家など様々な姿で現される）の対立といった構図を平易に表現した。「悪者」は一目でそれとわかる姿で描かれ、容赦なく斬り捨てられ、子供向けアニメとしてはショッキングなシーンが連続する。
終盤、権謀術数に長けた黒幕が現れ、また革命で貴族と民衆の力が逆転することにより価値観が覆る。王妃も単なる我が儘から贅沢した訳ではなく、国民の平穏な生活を望み、子を持つ母親として心を痛める姿が描かれる。その中で「ラ・セーヌの星」と「黒いチューリップ」は義賊であり、常に弱者に救いの手を差し延べる存在であり続ける。そのため、当初は救いの手を差し伸べた民衆がエゴを剥き出しにマリー王妃の幼い子供たちという弱者を虐げる存在に変わり果てたことで彼らと敵対することになる。
シモーヌは普段おとなしく控えめな少女で従順そのものな淑女然としているのに対し、一度「ラ・セーヌの星」の姿になると一変、相手を問わず凛として雄々しく毅然とした強い態度を貫く。重厚なドレスからでも瞬時に戦闘時の衣装へ（その逆もある）早変わりする。
なお、挿入歌「剣士のシャシャシャ」に赤い手袋を投げるというくだりがあり。これは決闘開始の合図として手袋を投げるのに基いているが、「ラ・セーヌの星」は手袋を着けておらず、むしろ、赤い手袋を填めているのはザラール隊長の方である。
また、「ラ・セーヌの星」が乗る白馬は最初ロベールから与えられたが、何処から現れて何処へ去っていくのかは謎である。常に「ラ・セーヌの星」に献身的に仕えている健気な馬であるにも関わらず、何故か名前はつけられていない。因みに、シモーヌが手懐けていたふくろうはコロー、ロバはタンタンという名である。
細かい考証としては、シモーヌがド・フォルジュ公爵に見出された時の年齢が15歳を過ぎたばかりの頃、その時渡米したミランが帰国するのが3年後、それから約5年後の最終回までシモーヌは大人びた表情にはなるが容貌がほとんど変わらないのに対し、実の父フランツ1世（作中ではロートリンゲン公と称す）の没年から国王・王妃の処刑までの年数、また開始から数年（シモーヌが修道院で何年を過ごしたかも不明。第5話では3年間学ぶと説明を受けてはいる）のちの物語に登場するモンゴルフィエ兄弟による気球の公開実験、モーツァルトの交響曲第31番「パリ」の作曲時期などと照らし合わせると大きな矛盾が生じる。第27話以降では各歴史的事件の詳しい年代・日付が明確に示され、フランス革命の流れに完全に沿った形になった。
最終回、内容は明かされてはいないが、マリー・アントワネットが獄中で誰に託すこともなく手紙を書き残している。ルイ16世の妹エリザベート王女に宛てた書簡「マリー・アントワネット最後の手紙」は実在し、今日も保管されている。

## ストーリー

### 前編（第1話 - 第13話）
花屋の看板娘であったシモーヌは、貴族ド・フォルジュ公爵の目にとまり、フェンシングの訓練を受け剣術を叩き込まれる。
ある日、王妃マリー・アントワネットは嘗てフランス王妃候補だったことから事ある毎に衝突を繰り返すカトリーヌ夫人との何度目かになるカバリュース邸での舞踏会で競うドレスに飾るために入手困難な「サン・ファの黒バラ」をシモーヌの両親（実は養父母）が営む花屋に大量に注文する。パリ中の花問屋の協力により無事に花は集まるが、屈辱を受けた夫人の配下にシモーヌの両親は命を奪われ、死に際の父ポールから実の娘ではないこととベルサイユ宮殿にいる姉に会うようにと告げられ孤児となったシモーヌはパンテモン修道院に入る。
ある夜、幼馴染のミランが政治犯としてバスチーユへ送られそうになる。その時、「黒いチューリップ」（ド・フォルジュ公爵の息子ロベール）はド・フォルジュ公爵に正義の精神と剣を教えられたシモーヌに戦うよう勧める。シモーヌは公爵から譲り受けた「正義の剣」を持ち、白馬を駆って「ラ・セーヌの星」として戦うことを決意する。公爵が裏切り者の手にかかって死を遂げる直前にシモーヌは出生に重大な秘密があることを告げられ、ド・フォルジュ家の養女となる。この秘密を知り、シモーヌの抹殺を計画、また金や権力のため利用することを企む者が現れる。「ラ・セーヌの星」は宮殿内にいる貴族の姉への思いを秘めながら「黒いチューリップ」と共に、パリで暗躍していた強盗やザラール隊長を筆頭とする横暴な治安警察と戦う。
シモーヌは修道院を卒業した日の夜、ロベールに伴われ、兄妹として初めてベルサイユ宮殿での舞踏会に出席する。この時、国王の命を狙う者がいた。射撃の名手で昔ロベールの訴えによってベルサイユを追放されたならず者シャルル・ド・バイエが送り込まれており、仕掛け花火の騒ぎに紛れて国王を射殺しようとする。ロベールは直前に気づきこれを阻止するが、敵の罠に嵌まって国王暗殺未遂の罪を着せられ、公爵の称号を剥奪される。「ラ・セーヌの星」となったシモーヌはシャルルをパレ・ロワイヤルまで追い詰めるが、シャルルはその場で狙撃され絶命、真相は闇の中となる。ド・フォルジュ家の領地は没収されて国外追放となり、シモーヌは元のシテ島に戻り、再び花屋として生きることになる。

### 中編（第14話 - 第26話）
花売り娘に戻ったシモーヌだが、離れ離れになった義兄ロベールを慕う想いは強くなる。国王・王妃は贅の限りを尽くし、その命令は絶対であり、逆らう者は容赦なく弾圧を受けた。圧政の下、民衆は貧窮に陥ってゆく。混乱に乗じて私腹を肥やそうとする者や、ノートルダム寺院を乗っ取ろうとする悪党までが現れるようになった。権力に屈することなく自由を求め熱気球の研究を続ける兄弟や音楽に情熱を傾ける若者、命懸けで家族を守ろうとする父親たちとの触れ合いを通じて、シモーヌはパリ市民の実情をより深く理解するようになる。奇怪な技を使う敵が次々に現れ戦いは続く。しかし、「ラ・セーヌの星」が絶体絶命のピンチに陥った時には何処からともなく「黒いチューリップ」が幾度も救いに現れた（第16話と第18話）。やがてシモーヌは「黒いチューリップ」の正体がロベールであることを知る（第16話）。
時は過ぎ、国外追放されていたロベールが秘密裏にパリへ戻った。無実の罪、ド・フォルジュ家の汚名をすすぐため着々と準備を進めていたロベールは、やっと実行犯シャルルの従者ラルゴの手がかりを掴んだ。しかし、屋敷に戻ったところでザラールに捕われ、バスチーユへ護送されそうになる。その寸前、シモーヌの働きでラルゴの身柄がベルサイユの衛兵の手に渡り、自白によってロベールへの疑いは晴れた。国王暗殺首謀者は国王の従兄弟オルレアン公であることも白日の下となる。だが、それは更なる陰謀の始まりに過ぎなかった。事態は急転へと向かう。

### 後編（第27話 - 第39話）
ド・フォルジュ家は再興するが、貴族の影の部分を知ったシモーヌは花屋での生活を選ぶ。ベルサイユではオルレアン公の審理が行われる。実はオルレアン公を陥れ、他の貴族を思いのままにしようと企んだ真の黒幕は国王の側近く仕えるド・モラール侯だったが、オルレアン公を演じた最後の証人ギボンが殺害され、オルレアン公の無実は明らかになるも真相は闇に葬られたまま終わる。一方、パリ市民はさらなる重税に苦しみ、その怒りは王政への信頼を失わせ、警官隊や軍隊を相手に暴動を起こすまでになっていた。折しもその頃、アメリカで人民による議会政治を学んだミランが帰国する。ザラールは反抗分子として一度は捕らえたミランが不穏な市民を主導することを危惧し、抹殺しようとするが、またも「ラ・セーヌの星」に阻止される。やがて三部会議会が召集され、ミランはド・モラールが送り込んだ対立候補を破って市民の代表として出席するが、貴族と僧侶が市民代表を無視したため、国王に抗議を唱え逮捕・バスチーユに投獄される。人々の怒りは爆発し、遂に武器をとり市民軍として監獄へ押しかける。「ラ・セーヌの星」の決死の救出もありバスチーユは陥落、とうとうフランス革命が始まる。
一方、ザラールは「ラ・セーヌの星」と対決を重ねる内、その正体がシモーヌではないかとの疑惑を深め、ド・モラールと結託してミラン暗殺計画を漏らすことで「ラ・セーヌの星」をおびき出す。だが、ド・モラールの真の目的はロベールが「ラ・セーヌの星」と通じているのを確かめ、反逆の罪を着せ捕らえる事だった。真摯なロベールに篤く信頼を寄せていたマリー・アントワネットはその真意を知りたい一心で、自ら危険を冒して牢獄へ潜入して彼を救出する。遂に、王妃の間において「ラ・セーヌの星」シモーヌはロートリンゲン公の娘・マリーの異母妹であることが明かされる。真実を知ったシモーヌは国民の敵と憎む王妃が姉という事実を受け入れ難く感じるが、夫として妻を姉と呼んでやって欲しいと告げる国王ルイ16世の説得もあってマリーの孤独を知り、彼女を守れるのは自分だけだと覚悟を決める。
ド・モラールはスイス兵を擁して暴動の鎮圧と王一族の逃亡を計画するが、それは国民の怒りを増幅させるだけだった。「ラ・セーヌの星」は保身のために王家を利用したド・モラール、最後まで眼前に立ちはだかったザラールの両者との決着をつけるが、マリー王妃のように高貴な人物が処刑されるなど我慢がならないとフェルゼンによって国王一家の亡命は実行されてしまう（ヴァレンヌ事件）。ミランもシモーヌの出生の秘密を知って心を痛めるが、もはや指導者一人の意思では抑えられぬまでに革命の勢いは増していた。死刑が決まった国王と王妃は「ラ・セーヌの星」の救出を拒み、最後まで誇りを捨てず断頭台に立つ。シモーヌとロベールはマリー王妃に託された国王夫妻の遺児マリー・テレーズとルイ・シャルルを救い出し、新しい親子としてフランスを去った。

## 登場人物

### 主要人物
シモーヌ・ロラン → シモーヌ・ド・フォルジュ
声 - 二木てるみ
本作の主人公。物語開始当時は15歳。仮面の剣士「ラ・セーヌの星」。
オーストリア女帝マリア・テレジアの夫ロートリンゲン公フランツ1世とオペラ座の歌姫との間に生を受けた。そのため、母親は違えどマリー・アントワネットの妹なのだが、それを知らされずにド・フォルジュ公爵に託された花屋のロラン夫妻の娘としてシテ島で育った。変装して「ラ・セーヌの星」と名乗って剣をふるい、横暴な貴族と戦う。次第にロベールを愛するようになり、彼が「黒いチューリップ」だと知った時、その胸に飛び込み相思相愛の恋人になる。他の民衆と同様にマリー王妃や貴族を憎んでいたため、出生の秘密を明かされてマリー王妃に姉と呼んで欲しいと懇願されても拒絶してロベールの説得も困難を極めたが、ルイ16世からフランス国王としてではなくマリーの夫として彼女を姉と呼んでやって欲しいと頼まれたこともあり姉と和解する。王侯貴族と平民の力関係が逆転して国王と姉が処刑され、積み重なる恨みをなおも晴らそうとするケダモノに成り果てた民衆の手からマリー王妃の遺児マリー・テレーズとルイ・シャルルを救出し、ロベールと共に親代わりとなってフランスを去る。
革命家になったミランとは非常に仲が良く仲睦まじい恋人同士にも映ったが、ロベールと恋仲になったことでミランとは微妙な関係のまま幼馴染の友人として別れることになった。
ロベール・ド・フォルジュ
声 - 広川太一郎
ド・フォルジュ公爵の息子。義賊「黒いチューリップ」。
当初はシモーヌに好意を抱くだけだったが、第7話「シモーヌの秘密」で義妹となったシモーヌの出自を知り、彼女を利用しようとしたカウニッツに殺された父の分まで守ることを決意した。実は「ラ・セーヌの星」誕生以前から「黒いチューリップ」として弱者の味方として戦っており、「ラ・セーヌの星」を援護する。第16話「花祭りの聖少女」で正体を明かす。貴族の誰かが「ラ・セーヌの星」に情報を漏らしていることに気づいたザラールとド・モラール侯の罠に嵌まり捕縛・投獄されるが、「ラ・セーヌの星」に先んじて信頼を捨て切れなかったマリー王妃に救出され、ルイ16世により無罪放免に処された。マリー王妃に「ラ・セーヌの星」が腹違いの妹であることを告げたが、シモーヌのマリー王妃に対する憎悪は予想以上に深かったため、説得は難しかったものの和解が成立した。自身もシモーヌにそばにいて欲しいと願い、彼女を独占したかったことで秘密を打ち明ける機会を逸していた。マリー王妃が処刑された日、その遺児である2人を救出したシモーヌと共に旅立った。
ダントン
声 - 野沢雅子
元はスペイン・サーカス団の少年で、全編を通して常にシモーヌの側にあった唯一の存在。第23話「天使の黒い矢」でワサノフ伯爵のバレエ学校に少女「コクリコ」と名乗り、女装して潜入してマリー王妃暗殺の陰謀を阻止した。パリを去るシモーヌらに同行した。作中では数年が経過してシモーヌも最終話で20歳前後になっているが、何故か子供のままだった。革命家のジョルジュ・ダントンとは別人。

### 王家の人々
マリー・アントワネット
声 - 武藤礼子
マリー王妃。フランス国王ルイ16世の妃。シモーヌの腹違いの姉。オーストリア王家のハプスブルク家の女帝マリア・テレジアとロートリンゲン公の末娘として育ち、王妃に相応しい器量と品格を持ち合わせている。しかし、苦しい現実から目を背けがちであり、民衆の心情を汲み取ることが出来ずに要所要所で悪手を打ち、取り返しのつかない事態を招いてしまう。革命が迫る中で腹違いの妹の存在とその妹が「ラ・セーヌの星」となって王侯貴族と戦っていることを知る。最初は信じられずに否定するが、ロベールが亡き父ド・フォルジュに聞き及んでいた証拠としてオルゴールを確認して事実であること、孤独を埋めるための我が儘と贅沢が民衆を苦しめ、その一人として育ったシモーヌにも憎まれていたことに愕然となる。夫であるルイ16世の懇願が功を奏して受け入れられ和解するが、革命を起こすほどに深い民衆の憎悪に押し流されて投獄され、長男と次女亡き後の2人の子供マリー・テレーズとルイ・シャルルをシモーヌに託し、ルイ16世に続いて処刑された。
シモーヌとロベールの再三の忠告を無駄にしてしまうが、シモーヌの存在を聞かされる前からロベールを信頼しており、一度はド・ラモールの罠に協力する形で捕縛を許しながらも彼に対する信頼を捨てきれずに危険を冒して信頼する老齢の侍女に協力を頼んで牢獄からロベールを救い出すという決死の行動に出た。
ルイ16世
声 - 阪脩
フランス国王。マリー・アントワネットの夫。温厚篤実な人柄で、良き夫・父親。王者としての誇りを抱いてはいたが、能力は凡庸であり激動の時代の国の舵取りには不向きだった。マリー王妃と「ラ・セーヌの星」シモーヌが腹違いの姉妹であることを知り、ド・モラールとザラールらに「ラ・セーヌの星」捕縛禁止を命じて反発する彼らにフランス国王の命令だと一喝、マリーが姉であることを受け入れられずに反発するシモーヌにマリーの夫として姉と呼んでやって欲しいと頼む。唆されたとはいえヴァレンヌ逃亡で国民の信頼を失い、再び逃げてしまえば誇りを失うとシモーヌの救助を拒んで死刑を受け入れた。
オルレアン
声 - 池水通洋
ルイ16世の従兄弟。公爵。開明派貴族の筆頭で民衆の支持も厚く、国王には反抗的。国王暗殺未遂を起こし、その罪をロベールに着せた張本人という濡れ衣を着せられ、瓜二つの男ギボンが口封じに殺されるも疑いは晴れた。史実ではルイ16世が刑死した同じ年、ジロンド派により反革命の嫌疑をかけられた挙げ句処刑され、王位の夢は息子が叶える形になる。
マリー・テレーズ
声 - 小宮和枝
ルイ16世とマリー・アントワネットの長女。2男2女の姉弟の第1子にして第1王女。両親を相次いで処刑され弟シャルルと共に生き地獄に落とされかけるが、母の妹である叔母シモーヌに救われて彼女とロベールを新しい両親として生きることになる。作中には存在すら語られなかったが、最初に王太子だったすぐ下の弟ルイ・ジョゼフの他に、1歳の誕生日を迎えることなく亡くなった妹マリー・ソフィー・ベアトリスがいた。
史実では唯一の生き残りであり、1775年、父方の叔父アルトワ伯シャルル（復古王政のブルボン朝最後のフランス国王シャルル10世）と妃マリー・テレーズ・ド・サルデーニュの長男アングレーム公ルイ・アントワーヌと結婚し、子供は出来なかったものの相思相愛の夫婦として流転の人生を生きた。
ルイ・シャルル
声 - 松金よね子
ルイ16世とマリー・アントワネットの次男。王太子（ドーファン）。第3子にして第2王子。第1王子である最初の王太子だった兄ルイ・ジョゼフは「脊椎カリエス（結核性脊髄炎）」により7歳の半ばで亡くなったため、新たに王太子に定められた。両親の刑死した後、叔母に当たるシモーヌとロベールを新しい両親として、姉とともに生きることになる。
史実では、アニメのように文盲の靴屋シモンに「再教育」という名の虐待を受け、僅か10歳で死亡した。
ロートリンゲン公フランツ1世
声 - 宮内幸平、八奈見乗児（第34話）
オーストリア女帝マリア・テレジアの夫。シモーヌとマリー・アントワネットの父。テレジアとの間に5男11女の計16人を儲けた。相思相愛の夫婦という点では幸福だったが、小国出身の異国の人間ということで妻の臣民に歓迎されず嫌がらせは日常茶飯事だった。マイセンに並ぶ食器を作ったり農地を産業地域に変えて財政を潤す等と起業家としての才能に優れていて有能だが、不遇の結婚生活だったこともあって学生時代からの親友ド・フォルジュや当時は友人だったカウニッツとパリの酒場を遊び歩いた際、或るサロンで出会ったオペラ座の歌姫だったシモーヌの実母と恋に落ちた。逢瀬を重ねて遂に娘シモーヌを授かるもテレジアと結婚するために故国を捨てて婿入りした身では育てることは叶わず、恋人の側にも何らかの事情があったらしく、困り果てて親友ド・フォルジュにシモーヌを託した。フランスに輿入れしたテレジアとの末娘マリー王妃に贈ったオルゴールの底に「我が愛するマリー・アントワネット。お前には妹がいる、お前が本当に心を打ち明けたくなったらド・フォルジュを訪ねるがよい。」とテレジアとの子供の中では末娘である彼女に対し、他の女性との子とはいえ妹がいることを刻んで残した。
再従兄妹（はとこ）で9歳違いの妻テレジアの父である父方の従伯父・カール6世に気に入られ、先の婚約者候補だった兄クレメンス亡き後のテレジアと婚約した。オーストリアの宿敵フランスの前国王ルイ15世が不釣り合いな婚姻を認める代償は大きく、故国ロレーヌ公国の統治権放棄とルイ15世の妃マリー・レクザンスカの父であるポーランド国王兼リトアニア大公スタニスワフ1世レシチニスキに譲渡させられ、1736年2月12日、アウグスティーナ教会でテレジアと結婚した。奇跡に近い恋愛結婚でロシアの女帝エカテリーナ2世に羨ましがられたが、結婚後は「殿下」と呼ばれることすら皆無という屈辱の人生を送った。また穏便に処理しようとして強硬的な妻の介入を受け、国政から退くことにもなり不要な存在と看做され、帝位を継承しても実権無き玉座でしかなく妻の添え物扱いだった。しかし、徐々に寛大で陽気な人柄の良さに気づいた臣民に慕われるようになる。政治には不向きながらも自然科学と財テクに卓越した才能を有しており、生まれ育った故国と引き換えにルイ15世にあてがわれた、大公国とは名ばかりの赤貧国家トスカーナ大公国を財政改革により繁栄させてオーストリアの財政基盤と為し、舅であるカール6世の残した借金を清算した上で戦費を提供するなど財政面での大きな支えになった。1765年8月18日、次男レオポルトの結婚祝いのために赴いたインスブルックでゴルドーニの喜劇とバレエの鑑賞を終え、帰った直後にホーフブルク宮殿で急死した。

### 貴族
ド・フォルジュ
声 - 寺島幹夫
公爵。ロベールの父。ロートリンゲン公と歌姫の遺児であるシモーヌを庇護し、かつ弱者を守るべきとの精神を教える。第7話でシモーヌを利用しようとするカウニッツに殺される。その時、初めてシモーヌの出自をロベールに打ち明け、後のことを託した。
当初は自らの手でシモーヌを養育するつもりだったが、カウニッツの本性を知って断念してパリのシテ島に住む旧知の花屋ロラン夫妻に預けた。15年後、貴族としての教養を身につけさせるべくロラン夫妻の了承を得て2人の死後にシモーヌをパンテモン修道院に入れ、国王の許可を得て養女とし正式に娘としてド・フォルジュ家に迎え入れた。
ド・モラール
声 - 八奈見乗児、藤城裕士（第23話）
侯爵。国王の側近だが、その権勢をかさに私利私欲を貪る守旧派貴族の筆頭。自らの権益を確保するため、ロベールが濡れ衣を着せられた国王夫妻の暗殺を計画し、国民を裏切る行為でしかない逃亡を唆した策士。ザラールと結託して市民運動を潰そうと暗躍するが、かえって革命の炎に油を注ぐだけの結果を招く。
オッセン
声 - 緒方賢一
マリー王妃に仕えており、カトリーヌ夫人との競争のためのドレスやポリニャック夫人や王弟アルトア伯の国外逃亡を報告したりした。
カトリーヌ夫人
声 - 小原乃梨子
かつてのルイ16世の妃候補。王妃の座を奪ったとマリー・アントワネットに憎しみを抱くが、何度目かの勝負に敗れて悔し涙を流す。その悔しさは八つ当たりの怒りとなってシモーヌら一家に向けられ、シモーヌは養父母を失う結果になる。
ハンス・カウニッツ
声 - 雨森雅司
オーストリアの下級貴族。ロートリンゲン公とド・フォルジュの旧友だったが、元から腹黒いのを彼らに隠しており、シモーヌを利用して私腹を肥やそうと企んで激怒したド・フォルジュに絶交を言い渡された。その後も虎視眈々とシモーヌを狙い続け、15年後にド・フォルジュの前に現れて彼もシモーヌを金づる扱いしていると思い込んでまたも怒りを買う。ド・フォルジュがシモーヌを養女にすることを知って認可状を奪ってド・フォルジュを殺すが、裏の事情を知ったロベールにより返り討ちに遭う。オーストリアの総理大臣カウニッツと姓が同じだが、無関係である。
ミシェル
声 - 麻上洋子
パンテモン修道院でのシモーヌの友人。第5話「ラ・セーヌの星誕生」で修道院に入って来たシモーヌと仲良くなる。第9話「哀しくて美しい友」で叔父クロジェール伯爵に毒入り菓子をシモーヌに食べさせるよう命じられるも友人を殺すことは出来ず、ザラールに疑いをかけられてシモーヌが捕まった際、死を覚悟して「ラ・セーヌの星」を演じて射殺された。
クロジェール
声 - 細井重之
伯爵。侍従長。修道院でのシモーヌの友人ミシェルの叔父だが、裏では領民に重税を課し、その一部を着服している悪徳貴族。シモーヌが口ずさんでいるのを姪ミシェルが真似ているのを聞き、シモーヌがマリー王妃に連なる人物であることを確信し、その出自が明らかになればマリー王妃を後ろ盾とする権勢を揺るがす元凶になると考え、シモーヌ暗殺を企んでミシェルを死に追いやる。第12話「消え去ったメロディ」で燃え盛る屋敷に追いつめられ、火災で崩れ落ちた天井の下敷きになって死亡した。
マリアンヌ・ド・ブリッソー
声 - 杉山佳寿子
シモーヌの新しいルームメイト。
ブリッソー
声 - 阪脩
マリアンヌの父。クロジェールが税を不正に着服していることを突き止めたため、監禁されるも「ラ・セーヌの星」に救出された。
グラーツ
声 - 富田耕生
伯爵。国税長官。腕利きの御者を雇っては国境破りで金塊を運ばせ、顔を見られた御者を殺して悪事を重ねた。
リアンクール（en）
フルネームは「フランソワ・アレクサンドル・フレデリク・ド・ラ・ロシュフーコー=リアンクール」（1747年1月11日 - 1827年3月27日）。
ルイ16世の側近。公爵。第31話「燃えるバスチーユ」でバスチーユ襲撃を報告し「それでは暴動ではないか!?」と訝る国王に対して「いいえ。陛下、革命にございます!」と言上した。
フランス有数の名門貴族リアンクール家の嫡男として生を受けた。1783年、亡くなった父デスティザック公フランソワ・アルマン・ド・ラ・ロシュフコーの官職を継承して国王ルイ16世に取り立てられて側近の一人になり、「王室衣裳寮長官」に就任した。国王の寝室の隣に衣装室があったこともあり、就寝中のルイ16世の元に馳せ参じてバスチーユ襲撃を報告した。
フェルゼン
声 - 池水通洋
スウェーデンの貴族。マリー王妃をギロチンの贄にさせまいとしてヴァレンヌ逃亡を企てるが、却ってその激情が王妃を窮地に追いやる。

### 治安警察
ザラール
声 - 小林清志
パリの警備隊長としてラ・セーヌの星とたびたび対決する。ド・モラールの側近。平民出身だが、悪い意味で体制に忠実な冷酷非情な人物であり、命じられれば民衆の苦しみを顧みずに苛政を強いる酷吏。第37話「明日なき逃亡」で煮え湯を飲まされ続けて来た宿敵「ラ・セーヌの星」がシモーヌであることを知る。かねてよりの疑念が的中したとはいえ、その正体が花屋の娘だったことに対するショックから正気を失い、狂気の笑い声をあげながら焼死する。

### 革命派
ミラン
声 - 富山敬
シモーヌの幼馴染。第1話でバスチーユ監獄に送られる。一度は「ラ・セーヌの星」と「黒いチューリップ」に助けられてアメリカに渡るが、数年後に成長して帰国し、第31話で国民議会の副議長に任命され国王夫妻を追いつめる。しかし、シモーヌの出自をロベールから知らされて苦悩し、死刑反対に回るも361対360の1票差で国王と王妃は処刑される。王妃が死刑に処される朝、エベールにマリー・テレーズとルイ・シャルルの行方を問い質す形でマリー王妃に子供らの無事を教える。革命の生贄がマリー王妃で終わることはなく、恐怖政治が始まることを予感した。実はシモーヌを単なる幼馴染ではなく女性として愛していたが、それが叶うことはなかった。
初期は理想は高くても反抗するばかりで実現する力を持たず、貴族は全部悪党だと決めつけて憎悪していたが、アメリカで議会制民主主義を本場で学んだことで人間的にも大きく成長し、貴族の中にも正しい心を持つ人間がいることを気づくようになる。
サン・ジュスト
その美貌と冷徹な演説から「死の大天使」と呼ばれる青年。ルイ16世の死刑を決定づける演説を行った。
エベール
声 - 池水通洋
フランス革命時のジャコバン派の中でも矯激派と呼ばれる急進左派で極左勢力「エベール派」の主要メンバー。王侯貴族に対する憎悪が強すぎて、穏便に処理しようとするミランに黙って王妃を別の牢獄に移して子供達と引き裂いたりと情け容赦のない行為をした。
シモン（en）
声 - 緒方賢一
フルネームは「アントワーヌ・シモン」。靴屋。国民議会よりマリー・テレーズとルイ・シャルルの教育を任され、数人の仲間と共に言葉と態度で嬲る。2人を救出する者などいないとたかをくくっており、やがては物理的暴力もと企んでいた矢先、弱者救済を旨とする「ラ・セーヌの星」により子供達を奪還されてしまう。

### その他
ポール・ロラン
声 - 北村弘一
シモーヌの養父。花屋。ド・フォルジュ公爵に託されたシモーヌを慈しんで育てた。第4話「サン・ファの黒バラ」でマリー王妃のドレスを飾るために非常に入手が難しい「サン・ファの黒バラ」を組合の協力で集めることに成功するが、勝負に敗れたカトリーヌ夫人の部下サントら3名に妻と共に惨殺される。
リリアン・ロラン
声 - 坪井章子
シモーヌの養母。
シュロ
声 - はせさん治
新聞記者。幾度となく「ラ・セーヌの星」の活躍を記事にしており、また貴族の不正を暴こうとして危機に陥り彼女に救われたりもしている。フランス革命時にもミランと共に民主主義の精神を喧伝するために活動。
ブリエル
声 - 藤城裕士
ド・フォルジュ家の執事。罠に嵌まってロベールが捕縛されたため、ド・フォルジュ公爵家に縁のある者は追われる結果になり、シモーヌにロベールのことを託してパリを去った。
ローベ
声 - 桐蓉子
パンテモン修道院のシスター。教師。
ガロ
声 - 藤城裕士
クロジェール家の執事。
ガルソン
声 - 矢田耕司
クロジェールの部下。
ジルバン
声 -藤城裕士
パンテモン修道院の寺男。
ギボン
声 - 辻村真人、永井一郎（第13話）
ド・ラモールに命じられてオルレアン公を陥れるが、正体を暴かれて口封じに殺される。
アルビー
声 - 井上真樹夫
第21話「国境に燃えたサファーデ」でならず者に絡まれたシモーヌを助けた青年。サファーデの達人で大会で何度も優勝するも田舎の村では役には立たず、病床の母親を治すためにも出稼ぎにパリに来た。
ナレーター - 広川太一郎
- その他矢田耕司、杉山佳寿子、吉田理保子、中西妙子、森功至、内海賢二、緒方賢一、肝付兼太、市川治等多数のゲスト出演
- また当時のアニメ制作の常套手段として主要人物役の声優も他の役を多数演じた。中でも池水通洋はオルレアン公の他にロラン夫妻を殺害したサント、国王夫妻暗殺未遂犯シャルル・ド・バイエ、フェルゼンなど節目になる話での重要人物を複数担当している。

## 作中用語
ラ・セーヌの星
深紅の仮面・濃紺のベレー帽とレオタード・赤い裏地の黒マント・ブーツを着用し、レイピアを振るい悪と戦う女性剣士。その正体は主人公シモーヌ。「黒いチューリップ」に勧められて剣を取った。
黒いチューリップ
白い羽を付けた黒い鍔広帽・黄色の地に黒いチューリップの柄のある服装を纏い、圧政に苦しむ人々を救う義賊。その正体はド・フォルジュ公爵の息子ロベール。
ラ・セーヌの星の白馬
何処からともなく現れて「ラ・セーヌの星」が事件を解決すると何処かへ去ってゆくが、普段、何処でどうしているのかは不明。
シテ島
シモーヌが暮らす場所。パリの中心部を流れるセーヌ川の中州にあり、サン=ルイ島と並んで「パリ発祥の地」と呼ばれる。
タンタン
花屋の荷車を引くロバ。ロラン家の生計を支える重要な存在。プライドが高く、馬には勝てないだろうとか言われると荷台の花が痛むのも構わずに暴走する。
コロー
シモーヌが飼っているフクロウ。
サン・ファの黒バラ
第4話でマリー王妃のドレスを飾るためにザラールがロラン夫妻に集めろと命じた入手困難なバラ。10の交配で純粋な黒バラが1つしか生まれない。組合の協力でドレスを飾るのに充分な数を集めることに成功するが、マリー王妃に敗れたカトリーヌ夫人の部下サントによりロラン夫妻が殺される原因になった。
正義の剣
シモーヌがド・フォルジュ公爵より授けられた剣。真に貴族たる者は正義のために戦い、弱い者を守るべきとの精神と共に授かった。
パンテモン修道院
単なる修道院ではなく、貴族の子女の教育の場。シモーヌが貴族としての教養を身につけるべく入った修道院。
オルゴール
ロラン家の天井に隠されており、そのメロディはベルサイユ宮殿に忍び込んだ「ラ・セーヌの星」が鉢合わせしたマリー王妃が口ずさんでいた歌と同じだった。マリー王妃に父ロートリンゲン公から贈られたモノと同じ。
サファーデ
サバット（Savate=フランス語で“靴”の意味）、またはサファーデ（英語読みはソバット）。カラリパヤットの「鳥（フラミンゴ）の型」を起源とし、古代ギリシアのキックボクシングから発展。その後、弾腿の脚術を元にして生まれた格闘技。原型は、18世紀のパリにいた不良がストリートファイトで使う技術が体系化され、フランス革命時には革命家たちにも広まった。
フランスの兵隊は銃剣やサーベルを振るいながら、サファーデの蹴りで相手を倒す。小柄なフランス人はサファーデを駆使し、異国の大柄な兵士にも負けずに戦うことが出来た。
バスチーユ牢獄
フランス国内に3箇所あった国立刑務所の1つ。旧体制（アンシャン・レジーム）支配の象徴とされた建物で、民衆の恐怖と憎悪の的。
シャルル5世の命令で，1370 - 82年にパリのサンタントアーヌ門に建設された城塞。セーヌ右岸、本来は英国の攻撃からパリを防衛するための要塞とシャルル5世の緊急避難場所として建設された。サン=タントワーヌ地区という場所にあるので、バスティーユ・サン=タントワーヌ（サン＝タントワーヌ要塞の意味）とも言う。ルイ13世の時代、宰相リシュリューにより国事犯の収容所として使われ始め、王家に背いた政治犯を収容する牢獄として使用されるようになった。
作中では残虐非道な監獄であると描写されているため、現実にそうだと一般には誤解されているが、実情はかなり異なる。部屋は5m四方であり、天井までは8mある。窓は7mの高さにあり、鉄格子がはまっているものの外の光は十分に入り込む。優雅に暮らすことが可能なほど環境が整っている。

## スタッフ
- 企画 - ユニマックス
- 原作 - エムケイ（金子満）
- チーフディレクター - 大隅正秋（第1話 - 第26話）
- ディレクター補佐 - 出﨑哲（第1話 - 第26話）
- 総監督 - 大隅正秋（第27話 - 第39話）
- 監督 - 富野喜幸（第27話 - 第39話）
- キャラクターデザイン - 杉野昭夫
- 音楽 - 菊池俊輔
- 編集 - 鶴渕友彰
- プロデューサー - 別所孝治、中村亮介、久保田栄一、岩崎正美
- 制作主任 - 小森徹
- 制作 - フジテレビ

## 主題歌

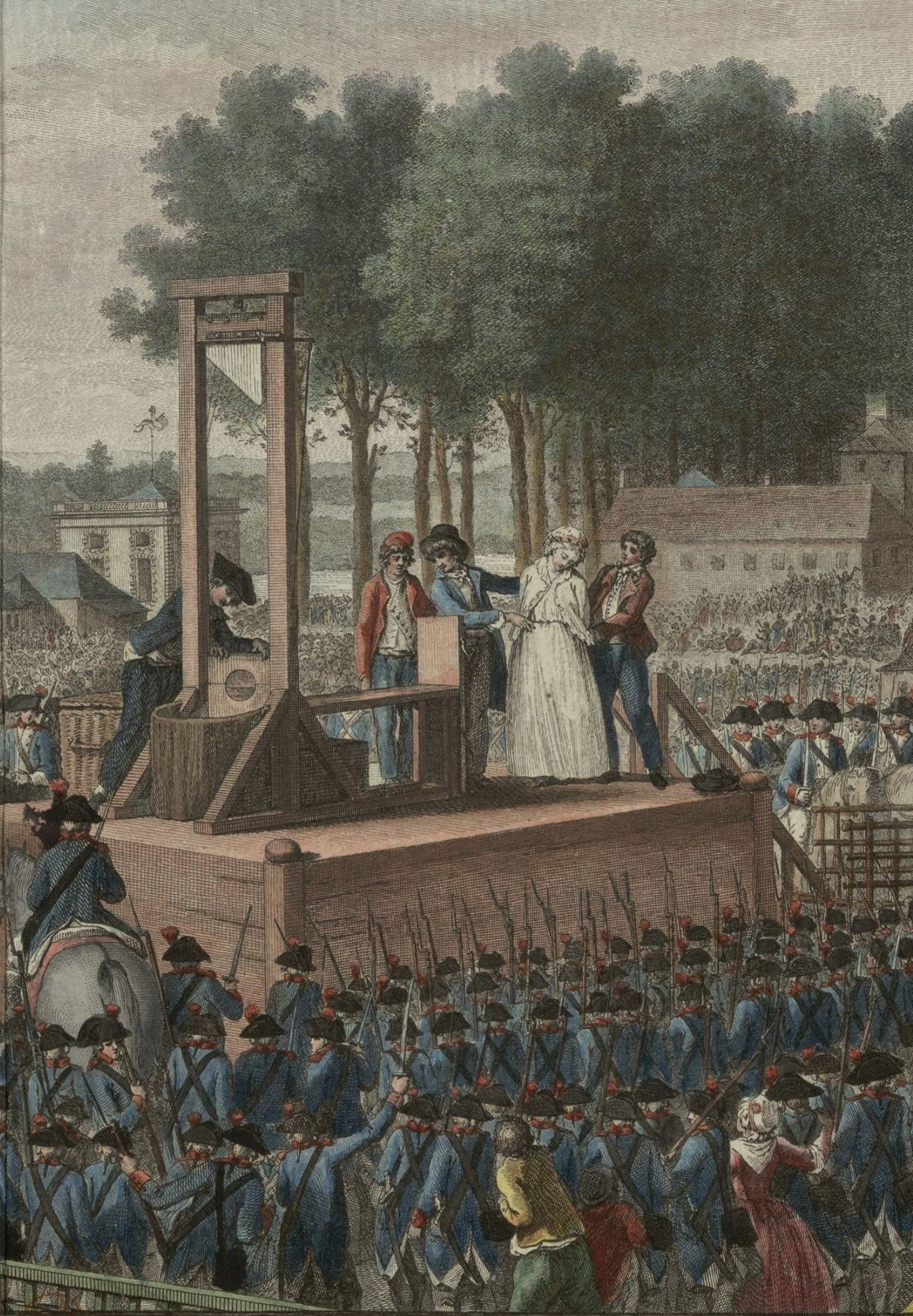
オープニングに登場する断頭台前に立つマリー・アントワネット王妃。
アニメではセピア調に着色している。

オープニングテーマ『ラ・セーヌの星』
作詞 - 保富康午 / 作曲・編曲 - 菊池俊輔 / 歌 - アレーヌ（フランス語: Arlène Tempier）（第1話・第2話のみ堀江美都子）、コロムビアゆりかご会
エンディングテーマ『私はシモーヌ』
作詞 - 保富康午 / 作曲・編曲 - 菊池俊輔 / 歌 - アレーヌ（第1話・第2話のみ堀江美都子）、コロムビアゆりかご会
オープニングは、断頭台に立つマリー・アントワネットと群がる民衆の画にナレーションを重ね、「マリーを殺せ!」という叫びの後、燃えあがる炎とともにタイトルとラ・セーヌの星が現れ、アレーヌが「Étoile de la Seine」（題名のフランス語表記）とコールする（第1・2話は除く）という、当時としては衝撃的なものである。
フランスを舞台にしたアニメであり、日本コロムビアの木村英俊の発案で歌もフランス人の女性歌手アレーヌが担当した。駐日フランス大使館とフランス観光協会の協力により、パリでオーディションを実施。8人の応募者の中からアレーヌが選ばれ、3日間の日本語の特訓を経て、現地で録音された。放送開始1ヶ月後にアレーヌは来日して、関東中心に6ヶ所でイベントが開催された。
堀江美都子は、適切なフランス人歌手が見つからなかった場合に備えた存在だった。実際にアレーヌの録音が間に合わず、放送では第1話・第2話のみ堀江版のオープニングとエンディング曲が使用されている。この堀江バージョンは当時は朝日ソノラマから発売され、後年コロムビア「堀江美都子 歌のあゆみ2」に収録された。
堀江版オープニングは後年まで再放送で使用されていた が、現在のCS放送やDVD版ではアレーヌ版に差し替えられている。

### 挿入歌
「愛のテーマ」
作詞 - 中村忍 / 作曲・編曲 - 菊池俊輔 / 歌 - 堀江美都子
「黒いチューリップ」
作詞 - 保富康午 / 作曲・編曲 - 菊池俊輔 / 歌 - 水木一郎
「剣士のシャシャシャ」
作詞 - 中村忍 / 作曲・編曲 - 菊池俊輔 / 歌 - 堀江美都子
「進めパリのために」
作詞 - 中村忍 / 作曲・編曲 - 菊池俊輔 / 歌 - 堀江美都子、こおろぎ’73、コロムビアゆりかご会
「ダントンマーチ」
作詞 - 中村忍 / 作曲・編曲 - 菊池俊輔 / 歌 – コロムビアゆりかご会
「泣くなシモーヌ」
作詞 - 紫座るぶる / 作曲・作曲 - 菊池俊輔 / 歌 - 堀江美都子
「パリの花売り娘」
作詞 - 保富康午 / 作曲・編曲 - 菊池俊輔 / 歌 - アレーヌ、コロムビアゆりかご会
「マリー・アントワネット」
作詞 - 紫座るぶる / 作曲・作曲 - 菊池俊輔 / 歌 - 堀江美都子

### LPレコード
日本コロムビアより1975年6月に発売された。全作曲・編曲は菊池俊輔が担当。
収録曲
A面
1. ラ・セーヌの星（作詞：保富康午、歌：アレーヌ・コロムビアゆりかご会）
2. パリの花売り娘（作詞：保富康午、歌：アレーヌ・コロムビアゆりかご会）
3. 剣士のシャシャシャ（作詞：中村忍、歌：堀江美都子）
4. 泣くなシモーヌ（作詞：紫座るぶる、歌：堀江美都子）
5. 進めパリのために（作詞：中村忍、歌：堀江美都子・こおろぎ'73・コロムビアゆりかご会）

B面
1. 私はシモーヌ（作詞：保富康午、歌：アレーヌ・コロムビアゆりかご会）
2. 愛のテーマ（作詞：中村忍、歌：堀江美都子）
3. 黒いチューリップ（作詞：保富康午、歌：水木一郎）
4. ダントンマーチ（作詞：中村忍、歌：コロムビアゆりかご会）
5. マリー・アントワネット（作詞：紫座るぶる、歌：堀江美都子）

後年（昭和50年代）ドラマ編というLPレコードが発売された。

### 音楽CD
収録曲目は1975年に発売されたLPレコードと同一。デジタル・リマスタリング5,000枚完全生産限定盤。
「ANIMEX 1300 Song Collection No.2:ラ・セーヌの星」（オリジナルネーム「L'etoile de la Seine (Animex Series Limited Release)」）
コロムビアミュージックエンタテインメント 2005年4月27日発売

## 各話リスト
前編
| 話数   | 放送日        | サブタイトル         | 脚本              | 絵コンテ | 演出   | 作画監督          |
| ------ | ------------- | -------------------- | ----------------- | -------- | ------ | ----------------- |
| 第1話  | 1975年 4月4日 | 風の中の少女         | 吉野次郎          | 出﨑哲   | 出﨑哲 | 進藤満尾          |
| 第2話  | 4月11日       | ベルサイユへの道     | 木谷梨男          | 奥田誠治 | 出崎哲 | 進藤満尾          |
| 第3話  | 4月18日       | 謎のフェンシング     | 吉川惣司          | 林政行   | 林政行 | 進藤満尾 坂口尚二 |
| 第4話  | 4月25日       | サン・ファの黒バラ   | 柳川創造 小田経堂 | 奥田誠治 | 出崎哲 | 進藤満尾          |
| 第5話  | 5月2日        | ラ・セーヌの星誕生   | 柳川創造          | 矢沢則夫 | 出崎哲 | 進藤満尾 坂口尚二 |
| 第6話  | 5月9日        | さようならミラン     | 木谷梨男          | 林政行   | 林政行 | 進藤満尾          |
| 第7話  | 5月16日       | シモーヌの秘密       | 吉川惣司          | 奥田誠治 | 出崎哲 | 進藤満尾 坂口尚二 |
| 第8話  | 5月23日       | ベルサイユの美女     | 松岡清治          | 奥田誠治 | 出崎哲 | 進藤満尾          |
| 第9話  | 5月30日       | 哀しくて美しい友     | 馬嶋満            | 福村公   | 出崎哲 | 進藤満尾 坂口尚二 |
| 第10話 | 6月6日        | クロジェールの黒い罠 | 馬嶋満            | 林政行   | 林政行 | 進藤満尾          |
| 第11話 | 6月13日       | オルゴールの秘密     | 硲健              | 奥田誠治 | 出崎哲 | 坂口尚二          |
| 第12話 | 6月20日       | 消え去ったメロディ   | 馬嶋満            | 奥田誠治 | 出崎哲 | 進藤満尾          |
| 第13話 | 6月27日       | ベルサイユの舞踏会   | 吉川惣司          | 奥田誠治 | 出崎哲 | 進藤満尾 坂口尚二 |

中編
| 話数   | 放送日        | サブタイトル              | 脚本     | 絵コンテ | 演出   | 作画監督 |
| ------ | ------------- | ------------------------- | -------- | -------- | ------ | -------- |
| 第14話 | 1975年 7月4日 | 十字架の愛にかけた剣      | 馬嶋満   | 林政行   | 林政行 | 進藤満尾 |
| 第15話 | 7月11日       | 飛べよ気球パリの空へ      | 吉川惣司 | 奥田誠治 | 出崎哲 | 坂口尚二 |
| 第16話 | 7月18日       | 花祭りの聖少女            | 馬嶋満   | 福村公   | 出崎哲 | 進藤満尾 |
| 第17話 | 7月25日       | 消えたパンの秘密          | 馬嶋満   | 林政行   | 林政行 | 坂口尚二 |
| 第18話 | 8月1日        | アルプスの老騎士          | 硲健     | 奥田誠治 | 出崎哲 | 進藤満尾 |
| 第19話 | 8月8日        | 愛のシンフォニー《パリ》  | 吉川惣司 | 林政行   | 林政行 | 坂口尚二 |
| 第20話 | 8月15日       | 愛のパリ交響曲《第2楽章》 | 吉川惣司 | 林政行   | 林政行 | 進藤満尾 |
| 第21話 | 8月22日       | 国境に燃えたサファーデ    | 硲健     | 奥田誠治 | 出崎哲 | 坂口尚二 |
| 第22話 | 8月29日       | 生命ある限り              | 馬嶋満   | 新村広   | 出崎哲 | 進藤満尾 |
| 第23話 | 9月5日        | 天使の黒い矢              | 吉川惣司 | 飛鳥勲   | 出崎哲 | 坂口尚二 |
| 第24話 | 9月12日       | 落ちた仮面                | 硲健     | 林政行   | 林政行 | 進藤満尾 |
| 第25話 | 9月19日       | コルシカの赤い花          | 馬嶋満   | 新村広   | 出崎哲 | 坂口尚二 |
| 第26話 | 9月26日       | 帰って来たロベール        | 吉川惣司 | 奥田誠治 | 出崎哲 | 進藤満尾 |

後編
| 話数   | 放送日         | サブタイトル     | 脚本     | 絵コンテ   | 演出     | 作画監督 |
| ------ | -------------- | ---------------- | -------- | ---------- | -------- | -------- |
| 第27話 | 1975年 10月3日 | 二人のオルレアン | 吉川惣司 | 林政行     | 林政行   | 坂口尚二 |
| 第28話 | 10月10日       | 懐しのミラン     | 吉川惣司 | 出崎哲     | 研次郎   | 進藤満尾 |
| 第29話 | 10月17日       | 自由へのたたかい | 馬嶋満   | 奥田誠治   | 寺田和男 | 坂口尚二 |
| 第30話 | 10月24日       | 議会への挑戦     | 馬嶋満   | 飛鳥勲     | 研次郎   | 進藤満尾 |
| 第31話 | 10月31日       | 燃えるバスチーユ | 吉川惣司 | 出崎哲     | 寺田和男 | 坂口尚二 |
| 第32話 | 11月7日        | 予期せぬ罠       | 吉川惣司 | 阿佐みなみ | 研次郎   | 進藤満尾 |
| 第33話 | 11月14日       | 王妃マリーの孤独 | 吉川惣司 | 寺田和男   | 寺田和男 | 坂口尚二 |
| 第34話 | 11月21日       | 嵐の中の真実     | 吉川惣司 | 出崎哲     | 出崎哲   | 進藤満尾 |
| 第35話 | 11月28日       | ベルサイユの危機 | 馬嶋満   | 研次郎     | 研次郎   | 坂口尚二 |
| 第36話 | 12月5日        | 運命の信任状     | 馬嶋満   | 奥田誠治   | 寺田和男 | 進藤満尾 |
| 第37話 | 12月12日       | 明日なき逃亡     | 吉川惣司 | 出崎哲     | 出崎哲   | 坂口尚二 |
| 第38話 | 12月19日       | 愛と誇り         | 吉川惣司 | 奥田誠治   | 研次郎   | 進藤満尾 |
| 第39話 | 12月26日       | さらばパリ       | 吉川惣司 | 阿佐みなみ | 寺田和男 | 坂口尚二 |

## スポンサー
本作はフジテレビでは伊勢丹の一社提供番組であり、同局の本放送ではオープニングの途中に伊勢丹のロゴが表示された。

## 放送局
- フジテレビ (制作局)：金曜 19:00 - 19:30
- 北海道文化放送[10]：日曜 11:00 - 11:30（1975年4月20日 - 9月28日、第1話 - 第24話） → 金曜 19:00 - 19:30（1975年10月3日 - 12月26日、第27話 - 第39話）[11]
- 仙台放送（時差ネット・4月11日開始）：金曜 19:00 - 19:30[12]
- 新潟総合テレビ：木曜 18:00 - 18:30（4月3日開始の先行ネット[13]） → 木曜 16:15 - 16:45（1975年12月時点）[14]
- テレビ山梨：水曜 18:00 - 18:30[15]
- 石川テレビ：月曜 18:00 - 18:30[16]
- 東海テレビ：遅れネットの4月11日よりローカルセールス枠である金曜 19:00 - 19:30にて開始され、当日の新聞番組欄に場面付きで紹介記事が掲載されたものの[17]、1975年9月26日の第25話「コルシカの赤い花」をもって打ち切り[18]。翌週より「ムーミン」の再放送となった。
- 山陰中央テレビ：火曜 18:00 - 18:30[19]
- 岡山放送：金曜 19:00 - 19:30（同時ネット）[20]
- テレビ西日本：金曜 19:00 - 19:30[21]
- サガテレビ：金曜 19:00 - 19:30（同時ネット）[22]
- テレビ長崎：火曜 18:00 - 18:30[23]
- テレビ熊本：土曜 18:00 - 18:30（1975年10月4日放送開始）[24]
- 鹿児島テレビ：月曜 17:55 - 18:25[25][26]
- 沖縄テレビ：木曜 17:30 - 18:00（遅れネット、1976年9月時点）[27]

## 漫画

### 掲載号
- 小学二年生 1975年4月号 - 1976年1月号 藤原栄子
- 小学五年生 1975年4月号 - 1976年1月号 すずき真弓

### 既刊一覧
- 画・森村あすか『ラ・セーヌの星』KKベストブック社〈Big Bird Comics〉、全3巻

1. 1975年8月20日発行 0271-4302-7630
2. 1975年10月10日発行 0271-4304-7630
3. 発行日記載なし 0271-4305-7630

- 金子満（原作）・森村あすか（作画）『ラ・セーヌの星 愛蔵版』復刊ドットコム、全2巻

1. 2013年11月25日発売 ISBN 978-4-8354-4985-2
2. 2014年1月20日発売 ISBN 978-4-8354-4986-9

## ビデオソフト
- 1996年にVAPから「ファースト・ファイナルシリーズ」として第1話と最終話を収録したVHSソフトが発売された。
- 2007年、イタリアでDVD-BOXが発売された。
- 2012年10月24日、メディアファクトリーから全話を収録したDVD-BOX 上・下巻（上巻：ZMSZ-8151、下巻：ZMSZ-8152、各巻4枚組）が同時発売された[28]。日本国内では初の全話映像ソフト化となる。初期に使用された堀江美都子版オープニングや本放送時の伊勢丹ロゴ入りオープニングは未収録となった（堀江版エンディングは収録されている）。

過去、Yahoo! 動画（現・GYAO!ストア）において有料オンライン配信された事があった。
- 2006年にYahoo動画で全話が無料配信された。